# 主教冠

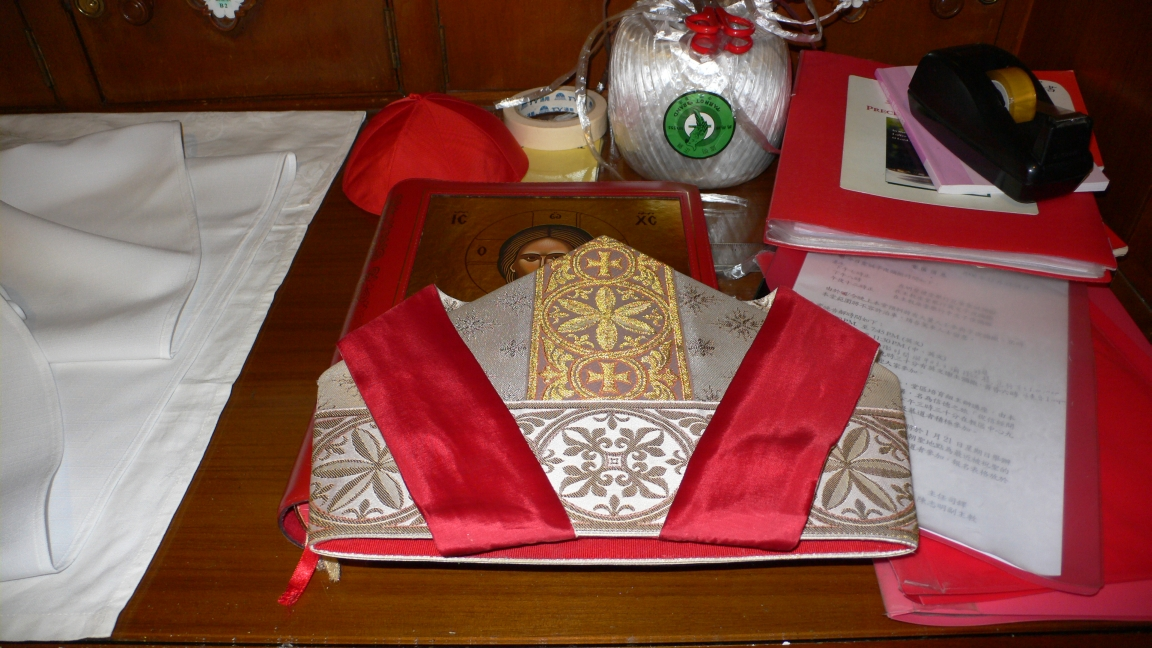
天主教香港教區陳日君榮休主教的主教冠

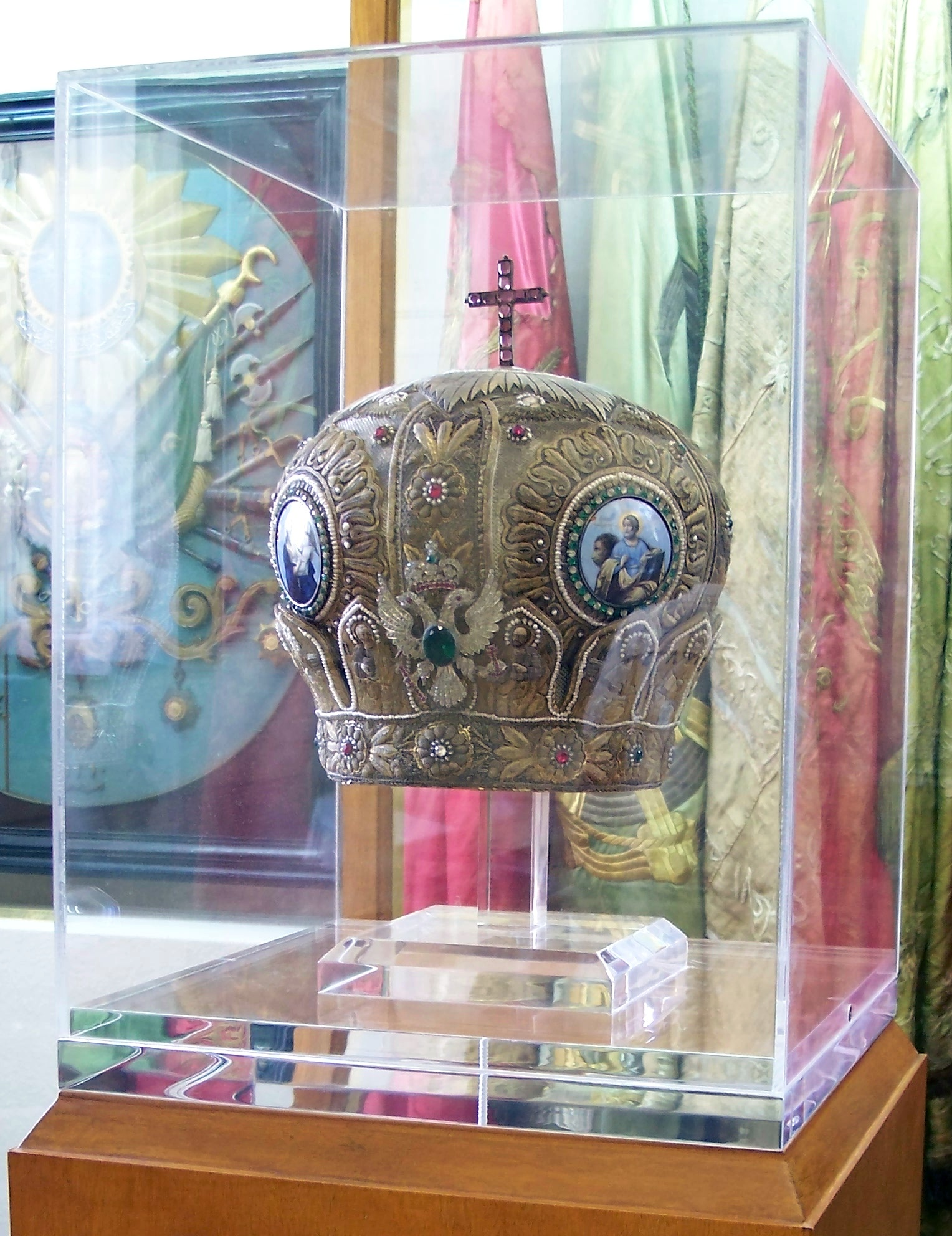
士麥納金口的禮冠

主教冠（又稱主教冕、法冠或禮冠）是天主教、東正教、聖公宗等基督宗教高級神職人員（即主教）在禮儀上配戴的帽子。
西方教會用的主教冠頂部是尖形的，象徵五旬節聖靈的火舌，後有兩條垂帶。而東方教會用的主教冠形狀一般與世俗國王的王冠沒有分別。
教宗除了小瓜帽、絨帽、以及自被教宗若望·保祿一世放棄的三重冕外，亦會戴主教冠。教宗本篤十六世的牧徽上首次棄用三重冕而用了主教冠，並附加代表教宗的羊毛披帶。